# 新场镇 (岳池县)
新场镇，是中华人民共和国四川省广安市岳池县下辖的一个乡镇级行政单位。

## 行政区划
新场镇下辖以下地区：
永胜社区、梓桐寺村、大石坝村、冉家沟村、新场村、杜家寺村、贺家堂村、红关寨村、黄家梁村、老庙子村、瓦盖墙村、坨甲桥村、断桥村、韩家院村、水洞桥村、董家梁村、踏水桥村、圣兴寺村、大桥村、七星照月村、佛保寨村、张家坝村、黄桷树村、宝珠寺村、梁家垭村和报慈寺村。